# قلج أرسلان الثاني
عِزّ الدین قلج أرسلان الثاني بن مسعود (بالتركية: Kılıç ArslanI II)‏ وهو عز الدين قلج أرسلان بن مسعود سلطان سلجوقي حكم سلطنة سلاجقة الروم منذ سنة 1156م حتى سنة وفاته سنة 1192م.
هاجم قلج أرسلان الثاني الإمبراطور البيزنطي مانويل كومنينوس رداً على هجوم سابق للإمبراطور على نيقية وذلك عندما كان الإمبراطور عائداً من عملية مفاوضات مع نور الدين زنكي. وعقد اتفاق سلام مع البيزنطيين سنة 1173 ليتحالف قلج أرسلان مع نور الدين ضد إمارة الموصل. واستمر اتفاق السلام مع البيزنطيين حتى سنة 1175 عندما رفض قلج أرسلان تسليم الإمبراطور الأراضي التي غنمها من انتصاره على الدانشمنديون. وقد حاول قلج تمديد المعاهدة لكن الإمبراطور غزا السلطنة سنة 1176 عازماً السيطرة على نيقية عاصمة سلاجقة الروم. ونجح السلطان قلج أرسلان من هزيمة مانويل في معركة ميريكافالون التي وقعت في إقليم فريجيا ليجبر الإمبراطوار على توقيع معاهدة سلام.
استفاد السلطان في سنة 1180 من عدم الاستقرار في الإمبراطورية البيزنطية بعد موت مانويل لتأمين معظم الساحل الجنوبي من الأناضول، متحالفاً مع خليفة صلاح الدين الأيوبي. ونجح في عام 1182 في الاستيلاء على مدينة كوتاهيا من البيزنطيين. وعقد اتفاق سلام في عام 1185 مع الإمبراطور الثاني إسحاق الثاني أنجيلوس. لكن في العام القادم نقل السلطان سلطته إلى أبناءه التسعة والذين تقاتلوا فيما بينهم على الفور من أجل السيطرة. على الرغم من تحالف قلج أرسلان مع صلاح الدين الأيوبي إلا أنه لم يتمكن من إيقاف جيوش الحملة الصليبية الثالثة، لكن بقايا الجيش الألماني دمرت من قبل السلاجقة بعد وفاة فريدريك بربروسا.
تم في القرن الثاني عشر بناء قصر السلطنة في قينية.

## الصراع في الأناضول
خلف قلج أرسلان أباه مسعودًا، ولم يكد يتربَّع على عرش السلاجقة حتَّى هبَّت في وجهه عدَّة مُشكلات تمثَّلت بِثورة أخيه شاهنشاه، وطمع الدانشمنديين والزنكيين في أملاكه، ورغبة الأرمن في الانتقام من السلاجقة بِسبب حملتهم على قيليقية، وقرار الإمبراطور البيزنطي أن يعمل على استعادة أملاك الروم في آسيا الصُغرى. وقد هدَّدت هذه المُشكلات السلطنة بِالزوال، فكان على قلج أرسلان أن يهبَّ لِلدفاع عن دولته ويتصدَّى لِلقوى التي تُهددها كي يضمن لها البقاء.
كان أوَّل ما فعله قلج أرسلان أن توجَّه لِقتال الدانشمنديين الذين ساندوا أخاه شاهنشاه، لكن حال دون ذلك سعي الملك العادل نور الدين محمود زنكي في مُصالحة الطرفين، فجمع أُمراء المُسلمين وتدخَّل الجميع بين السُلطان السَلْجُوقي والأمير الدانشمندي «ياغي أرسلان»، وأقنعوهما أنَّ هذا الخلاف سيُضعف الجبهة الإسلاميَّة ويُقوِّي الصليبيين والبيزنطيين على حساب المُسلمين ويدفعهم إلى مُهاجمة المعاقل الإسلاميَّة. وبالغ نور الدين في توسُّطه وبذل التحف والمُلاطفات حتَّى أصلح الأحوال، وارتدَّ كُلُّ طرفٍ إلى دولته. ويبدو أنَّ ياغي أرسلان لم يرغب بِالصُلح إلَّا شكليًّا إذ سُرعان ماهاجم مُمتلكات السلاجقة مرَّة أُخرى، وبِنيَّته مُضايقة قلج أرسلان وإزاحته عن الحُكم وإحلال أخيه شاهنشاه مكانه -الذي هو صهر ياغي أرسلان- فكان من نتيجة ذلك أن توجَّه قلج أرسلان لِقتال الدانشمنديين، لكنَّ هذه الخُصُومة بين البيتين التُركيين لم يُقدَّر لها أن تتمادى بِسبب الظُرُوف السياسيَّة المُتمثلة بِغزو الأرمن لِلأراضي السَلْجُوقيَّة، فتدخَّل العُلماء وكبار ساسة الدولتين وتمكنوا من عقد الصُلح بين العاهلين المُسلمين. بعد عقد الصُلح تفرَّغ السُلطان إلى الدفاع عن بلاده ضدَّ الأرمن والروم، فصالح الأولين بعد أن انكفؤوا نظرًا لأنهم لم يتمكنوا من تحقيق انتصارٍ بارزٍ على السلاجقة، ثُمَّ هاجم المُمتلكات البيزنطيَّة، ففتح سليقية ولارندة الواقعتين في الجزء الجنوبي الشرقي من آسيا الصُغرى في حين توسَّع الدانشمنديون شمالًا في بلاد البنطس، ففتحوا مدينتَيْ يونة وبافرة. ويبدو أنَّ سياسة الإمبراطور عمانوئيل في هذه المرحلة كانت تقضي بِمُحاربة الأرمن بِدليل أنَّهُ صالح السلاجقة والدانشمنديين مُضحيًا بِبعض الأموال والهدايا لِإرضائهم، ومُتخذهم حاجزًا بينه وبين مملكة قيليقية.
دام الصُلح بين البيزنطيين والسلاجقة نحوًا من سنة، ولم يلبث عمانوئيل أن عاد لِحرب قلج أرسلان في أواخر سنة 554هـ المُوافقة لِسنة 1159م مُغترًّا بالنصر الذي حقَّقه على الأرمن في قيليقية وتمكُّنه من استعادة تلك البلاد للإمبراطوريَّة. وخلال الفترة المُمتدَّة بين سنتَيْ 554 و557هـ المُوافقة لِما بين سنتَيْ 1159 و1161م حمل عمانوئيل عدَّة حملاتٍ على الأناضول تُوِّجت بِانتصاره على السلاجقة، وفرضه مُعاهدة سلامٍ تضمَّنت شُرُوطًا قاسيةً لِلصُلح، وأوقفت التوسُّع السَلْجُوقي في آسيا الصُغرى على حساب البيزنطيين، وأظهرت السُلطان قلج أرسلان بِمظهر التابع لِلإمبراطور.استغلَّ قلج أرسلان فترة الصُلح القائمة بينه وبين الإمبراطور البيزنطي لِيُوطِّد دعائم مُلكه بِانتظار انحلال الحلف الذي كان عمانوئيل قد أحاطه به. وخِلال الفترة المُمتدَّة بين سنتَيْ 560 و570هـ المُوافقة لِما بين سنتَيْ 1164 و1174م تمكَّن قلج أرسلان من القضاء على إمارة سيواس الدانشمنديَّة وضمَّ مُعظهما إلى سلطنته، وأجبر أميرها «ذا النون» على الالتجاء إلى القُسطنطينيَّة، وبِهذا لم يبقَ في يد الدانشمنديين سوى إمارة ملطية. وأحسَّ عمانوئيل بِقصر نظره وتقصيره في حقل سياسة الأناضول إذ إنَّه أتاح لِلسُلطان أن يُوحِّد المُسلمين في تلك البلاد بعد أن تفرَّقوا وتخاصموا، فقرَّر إعادة الوضع إلى ما كان عليه بِالقُوَّة، وأرسل في أواخر سنة 571هـ المُوافقة لِربيع سنة 1176م جيشًا كبيرًا بلغ تعداد أفراده نحو ثلاثين ألفًا إلى شرقيّ الأناضول لإعادة ذي النون إلى مُلكه، وقام هو بِمُعظم الجيش إلى قونية لِيدُكَّها دكًّا مُستصغرًا شأن السلاجقة الذين سبق له أن هزمهم وفرض عليهم صُلحًا مُذلًّا. وما إن عبر البيزنطيُّون ممرًا جبليًّا ضيِّقًا بعد حصنٍ خربٍ يُعرف بِـ«حصن ميريوكيفالون» (باليونانية: Μυριοκέφαλου)‏ حتَّى انقضَّ عليهم السلاجقة من أعالي التلال، فأبادوا مُؤخرة الجيش، ولم يتمكَّن الروم من التراجع أو التقدُّم بِحُريَّة نظرًا لِضيق الممر، فوقعت بهم كارثة حقيقيَّة، وأجهز المُسلمون على رُبع الجيش الباقي، وفرَّ الإمبراطور ناجيًا بِحياته، واضطرَّ أن يُصالح السلاجقة ويتنازل لهم عن حصنَيْ ضورليم وسوبليون. استثمر السُلطان السَلْجُوقي انتصاره لِلتدليل على إيمانه، بعد أن اتُّهم بِاعتناق مذهب الفلاسفة والتقاعد عن الجهاد في سبيل الله ونُصرة الإسلام، فأرسل قسمًا من الغنائم إلى الخليفة العبَّاسي الحسن المُستضيء بِأمر الله، ومدحهُ الشُعراء على أنَّهُ بطل الإسلام والمُسلمين. والحقيقة أنَّهُ أضحى بِانتصاره هذا أقوى شخصيَّة في آسيا الصُغرى دون مُنازع، ولمَّا أمن الجبهة البيزنطيَّة، التفت نحو الشرق لِلقضاء على آخر إمارة دانشمنديَّة في ملطية وتوحيد المُسلمين في الأناضول تحت قيادته.

### سقوط الإمارة الدانشمنديَّة
شنَّ قلج أرسلان هُجُومًا عنيفًا على ملطية في سنة 573هـ المُوافقة لِسنة 1177م، وضرب عليها حصارًا مُركَّزًا مُستغلًّا الخضَّات السياسيَّة الداخليَّة التي كانت قد نشبت داخل الإمارة، ودام الحصار السَلْجُوقي لِلمدينة مُدَّة أربعة أشهر تعرَّض السُكَّان خلالها لِلضيق بِفعل تناقص الأقوات وحُلُول فصل الشتاء، وعجز الأمير الدانشمندي ناصر الدين مُحمَّد عن التخفيف من هذه الضائقة، كما أخفق في صد القُوَّات السَلْجُوقيَّة، وخشي من ثورة الأُمراء عليه، لِذلك أرسل إلى قلج أرسلان يعرض عليه تسليم المدينة مُقابل السماح لهُ بِالنجاة بِنفسه. وافق السُلطان على ذلك، فخرج ناصر الدين مُحمَّد إلى حصن زياد القريب من ملطية، ودخل قلج أرسلان إلى المدينة يوم 29 ربيع الآخر 573هـ المُوافق فيه 25 تشرين الأوَّل (أكتوبر) 1177م. وبِذلك سقطت آخر إمارة دانشمنديَّة، ولم يعد في بلاد الأناضول من دولةٍ إسلاميَّةٍ سوى دولة سلاجقة الروم.

### السلاجقة والأيُّوبيين
التفت قلج أرسلان -بعد قضائه على الإمارة الدانشمنديَّة- إلى التوسُّع بِاتجاه الجنوب لِضم رعبان وكيسوم. وفي تلك الفترة كان نور الدين محمود زنكي قد توفي، وخلفه ابنه الصالح إسماعيل في حلب ودمشق، وتابعه وربيبه يُوسُف بن نجم الدين الأيُّوبي (صلاح الدين) في مصر، ويبدو أنَّ قلج أرسلان كان ينوي التدخُّل في أُمُور الشَّام، ويُؤمِّن له طريقًا نحو الفُرات، وهذه سياسة سَلْجُوقيَّة عامَّة ابتدأت مع مُؤسس السلطنة سُليمان بن قُتلُمُش مُستغلًّا بُرُود العلاقات بين السُلطان صلاح الدين والصالح إسماعيل. وحتَّى لا يبدو بِمظهر المُعتدي أمام المُسلمين أرسل رسولًا إلى دمشق اجتمع بِصلاح الدين وطلب منه الحصنين بِحُجَّة أنَّهُما كانا سابقًا من أملاك سلاجقة الروم، ضمَّهما والده مسعود، ثُمَّ اضطرَّ أن يتنازل عنهما لِنُور الدين محمود. أبى صلاح الدين هذا الطلب، فما كان من قلج أرسلان إلَّا أن هاجم حصن رعبان في سنة 575هـ المُوافقة لِسنة 1179م، فأرسل صلاح الدين أمير حماة تقي الدين عُمر بن شاهنشاه الأيوبي لِحرب السلاجقة، فهزمهم هزيمةً نكراء وأسر كثيرًا منهم، لكنَّهُ عاد وأطلق سراحهم، وعاد قلج أرسلان إلى ملطية يجر أذيال الهزيمة. ظلَّت العلاقات مُتوترة بين السلاجقة والأيُّوبيين بعد هذه الوقعة، لكنَّهما لم يشتبكا، ومالا إلى التفاهم، وانصرف صلاح الدين إلى توحيد الجبهة الإسلاميَّة في سبيل القضاء على الصليبيين.

### الحملة الصليبية الثالثة
عندما أرسل الغرب الأوروبي حملته الصليبية الثالثة كان الإمبراطور الألماني فريدريك بربروسا أحد المشاركين فيها، وحتى يمهد لحملته أرسل رسائل للملوك والأمراء والسلاطين الذين سوف تجتاز حملته بلادهم، ومنهم السلطان قلج أرسلان الثاني، الذي رد عليه يعده بالمساعدة، في حين قام الإمبراطور البيزنطي بإرسال بعثة إلى ألمانيا تعد باجتياز الحملة الأراضي البيزنطية، وفي الوقت نفسه أدت مخاوفه إلى سعيه لمحالفة صلاح الدين ضد فريدريك وقلج، فتعهد له صلاح الدين بوضع الأماكن المقدسة النصرانية في بلاد الشام تحت رعاية رجال الدين الأرثوذكس. عندما وصل الإمبراطور فريدريك البلقان أرسل الإمبراطور البيزنطي رسالة لصلاح الدين تعده بعدم تمكينه من عبور بلاده، لكن فريدريك اجتاز الأراضي البيزنطية ووصل داخل هضبة الأناضول السلجوقية، وقام قلج بتزويد الجيش الألماني بالمؤن وحراستها داخل الأراضي السلجوقية حتى وصلت الحملة أرض الشام. فلما آلت السلطة السلجوقية لعز الدين كيكاوس في عهد الملك الأيوبي العادل، طمع بالسيطرة على حلب، فأرسل جيش تقابل مع الجيش الأيوبي على مشارف حلب، انتهت المعركة بهزيمة السلاجقة، فقام عز الدين بسحب جيشه واسترد الجيش الأيوبي بلدة تل باشر ورعبان وتل خالد وبرج الرصاص التي خسرها قبل معركة حلب.

### تقسيم السلطنة
استتبَّ الأمن في الأناضول بِفضل كفاح السُلطان قلج أرسلان، وتحقَّقت الوحدة السياسيَّة لِلسلاجقة، وبدأ عصر التقدُّم الاقتصادي والثقافي، لكنَّ هذه الوحدة ما لبثت أن تفكَّكت، وشهدت البلاد موجة من الصراع الأُسري في ظل غياب الأخطار الخارجيَّة. فصلاح الدين الأيُّوبي كان مُنهمكًا في التصدِّي لِلحملة الصليبيَّة الثالثة وتصفية الدويلات الصليبيَّة في الشَّام، وقنعت بيزنطة بِما آلت إليه الأوضاع السياسيَّة في آسيا الصُغرى بعد الضربة القاضية التي تلقَّتها في ميريوكيفالون، كما توقَّفت حُرُوب التوسُّع. وكان قلج أرسلان قد بدأ يشعر بِتعب الحياة بعد أن أصابه الفالج في سنة 582هـ المُوافقة لِسنة 1186م، ففكَّر في تقسيم سلطنته على أولاده الأحد عشر، ونفَّذ هذا الأمر مُرتكبًا خطأً سياسيًّا فادحًا، وجاءت القسمة على الشكل التالي: ملكشاه في سيواس وآق سراي، وسُليمان في توقاد، وبركياروق في نيكسار، وطُغرُل في البستان، ومحمود في قيصريَّة، وقيصر في ملطية، ومسعود في أنقرة، وسنجر في هرقلة، وأرسلان في نكيدة، وأرغون في أماسية، وكيخسرو في قونية. امتنع كُلٌّ من هؤلاء الأبناء بِإقطاعه يستغلُّه لِصالحه الشخصي دون العودة إلى الحُكُومة المركزيَّة في قونية، وأضحى السُلطان حاكمًا بِالاسم فقط، يملك ولا يحكم. وفي وضعٍ شاذٍّ كهذا كان من الطبيعي أن تنشأ الخلافات الأُسريَّة بين الإخوة، ثُمَّ بينهم وبين والدهم. فكُلُّ واحدٍ كان يتربَّص بِالآخر، ويتحيَّن الفُرص لِلانقضاض عليه والاستيلاء على أملاكه. وبرز من بينهم ملكشاه المُلقَّب بِـ«قُطب الدين»، الذي تميَّز بِالطُمُوح السياسي اللافت والجُرأة، فاستولى على قونية، وحجر على والده. وحتَّى يُؤمِّن على حياته من مُؤامرات حاشيته، تخلَّص من الأُمراء المُوالين لِوالده، وقرَّب بطانته، إلَّا أنَّهُ أبقى الخطبة والسكَّة باسم والده. تحوَّل ملكشاه -بعد أن ثبَّت أقدامه في العاصمة- إلى انتزاع ما بِأيدي إخوته من بلاد، وبدأ بِقيصريَّة، فخرج من قونية على رأس جيشٍ كثيفٍ لِحصارها، واصطحب والده معه حتَّى يُزيِّن لِأخيه محمود أنَّ تصرُّفه إنما ناتجٌ عن أمره. وسنحت لِقلج أرسلان فُرصةً لِلهرب، فدخل إلى المدينة واجتمع بِابنه محمود، وتعاونا على مُقاومة أطماع ملكشاه، فاضطرَّ الأخير إلى فكِّ الحصار عن المدينة وعاد إلى قونية، وخطب لِنفسه.

## الوفاة
أدرك قلج أرسلان، بعد فوات الأوان، خطأ ما ارتكبه من عملٍ تقسيميٍّ، فقرَّر إعادة توحيد البلاد تحت قيادة رجُلٍ واحد، واختار ابنه الأصغر كيخسرو المُلقَّب بِـ«غِيَاث الدين» لِمُلازمته إيَّاه وما رآه فيه من لياقةٍ لِلمُلك، فأتى به ووعظه ثُمَّ أخذ البيعة له من الأُمراء والأعيان. نفر الإخوة من عمل والدهم وخرجوا على طاعته، فاضطرَّ إلى مُحاربتهم وإعادة توحيد السلطنة، وبدأ بِقيصريَّة، فحاصرها مع ابنه كيخسرو، ومرض السُلطان أثناء الحصار، ولم يلبث أن تُوفي سنة 1192م، فعاد به ولده إلى قونية حيثُ واراه الثرى في المسجد الجامع. استمرَّت نزاعات الإخوة بعد وفاة قلج أرسلان، وفي غَمرة هذا الصراع، قُتل محمود بن قلج أرسلان وتُوفي ملكشاه بعد مرضٍ ألمَّ به، فطمع سُليمان بِأملاك إخوته، وهاجم سيواس وآق سراي واستولى عليهما، وتابع زحفه نحو قونية، فطرد أخاه كيخسرو منها وتسلَّم الحُكم، وذلك في سنة 593هـ المُوافقة لِسنة 1196م. وهرب كيخسرو من أمام أخيه والتجأ في الشَّام ثُمَّ في القُسطنطينيَّة، وخلال ذلك الوقت كان سُليمان يُهاجم إخوته الباقين الواحد تلو الآخر، فينتزع منهم البلاد، حتَّى تمَّ له الأمر سنة 601هـ المُوافقة لِسنة 1204م، عندما أخذ أنقرة من أخيه مسعود، مُعيدًا بِذلك وحدة سلطنة آبائه وأجداده، لكن لم يُكتب لهُ أن يعيش طويلًا لِيرى ثمرة جُهُوده، فمات بعد خمسة أيَّامٍ فقط من أخذه المدينة.